# Stazione di Moncucco
La stazione di Moncucco (in tedesco Schelleberg) era una fermata ferroviaria posta sulla linea Brennero-Bolzano. Serviva il centro abitato di Moncucco, frazione di Brennero (BZ).

## Storia

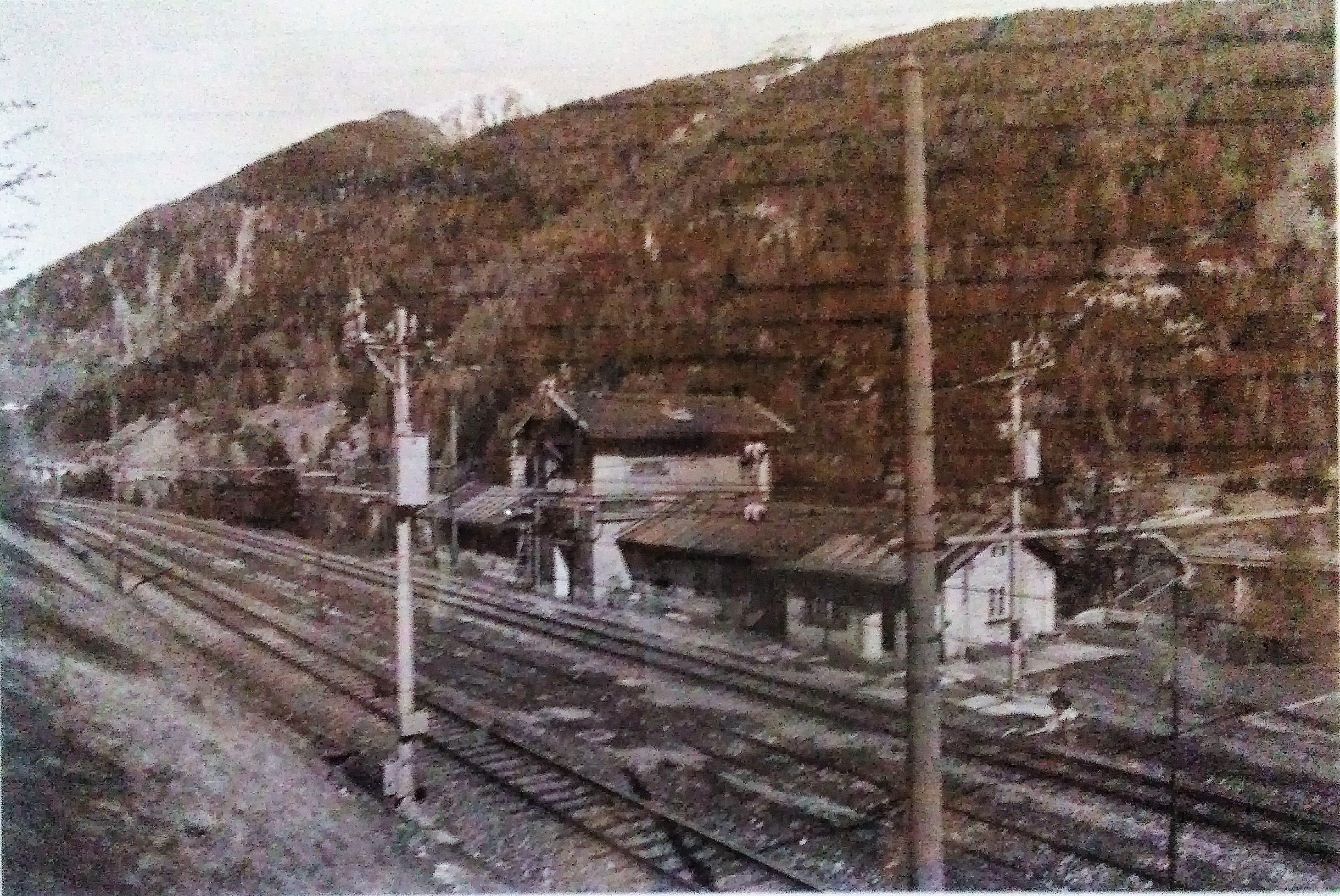
Vista della fermata negli anni dell'esercizio

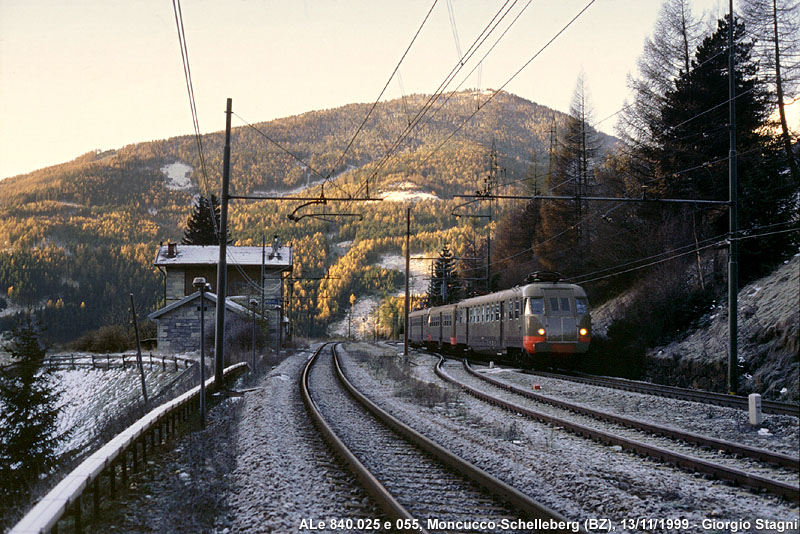
L'impianto nel 1999, già senza traffico, ma ancora toccata dalla linea del Brennero

L'idea di impiantare una stazione ferroviaria a Moncucco fu concepita essenzialmente allo scopo di installare un ulteriore punto di rifornimento d'acqua per le locomotive a vapore, nonché per mettere a disposizione un ulteriore scalo a beneficio del bacino d'utenza dell'Alta Valle Isarco.
Il marcato dislivello tra Moncucco e la stazione di Colle Isarco (circa 250 m) obbligò i progettisti a escogitare soluzioni tecniche ad hoc per superarlo: venne dunque costruita una galleria elicoidale lunga 761 m in località Masi Ast, il cui cantiere si protrasse da maggio 1864 a dicembre 1866 e fu rallentato da vari incidenti sul lavoro.
La ridotta distanza tra tale fermata e quella Colle Isarco (1 km in linea d'aria e 4 di strada ferrata) spingeva molti viaggiatori diretti in tale località a scendere dal treno a Moncucco e raggiungere la destinazione compiendo una breve passeggiata su un sentiero parallelo al sedime ferroviario. Tra i tanti che optarono per questa scelta vi fu lo scià di Persia Nasser al-Din Shah Qajar, che compì la discesa a piedi il 10 agosto 1873 mentre da Innsbruck si recava in treno in Italia.
Il tracciato ferroviario tra Terme del Brennero e Fleres (passante per Moncucco) divenne popolare tra i turisti per la sua spettacolarità (essendo ricco di gallerie e curve strette) e per l'ampio panorama di cui si poteva godere dalle carrozze. Per contro esso risultava altresì piuttosto pericoloso in quanto esposto a slavine e frane.
La stazione venne chiusa al pubblico nel 1978, ma continuò a rimanere attiva per il servizio movimento. In seguito all'attivazione del blocco automatico, venne trasformata in posto di comunicazione comportando l'eliminazione del binario di precedenza centrale e l'installazione di due comunicazioni (tuttavia permanentemente immobilizzate).
La ferrovia in sé continuò a transitarvi fino al 1999, quando l'apertura della galleria Fleres (che congiungeva direttamente Fleres a Terme del Brennero) la tagliò fuori dal tracciato. L'impianto fu quindi del tutto abbandonato e le infrastrutture ferroviarie vennero dismesse; sull'ex sedime venne fatta passare la nuova pista ciclabile del Brennero.

## Strutture e impianti
Il fabbricato viaggiatori, suddiviso in un corpo centrale (la cosiddetta "torre dell'acqua") e due lunghe ali laterali più basse, è costruito in grovacca rivestita di legno e di latta. L'ala nord ospitava l'abitazione del casellante, mentre l'ala sud accoglieva l'ufficio del Dirigente Movimento, un magazzino e un'officina. L'edificio centrale ospitava al pianterreno la sala d'attesa, i gabinetti per i viaggiatori e un deposito di carbone, mentre al piano superiore era ubicato il serbatoio dell'acqua per il rifornimento delle locomotive a vapore.
50 m a sud del suddetto edificio si trova un altro fabbricato di dimensioni più contenute, comprendente un alloggio ad uso del personale ferroviario, un capanno attrezzi in cemento prefabbricato e un piccolo edificio con tetto a capanna, ospitante un ufficio aggiunto della dirigenza movimento.
Rientra nel patrimonio edilizio della stazione anche un'abitazione a due piani ad uso dei dipendenti delle ferrovie, costruita nel 1928 su progetto di Angiolo Mazzoni a metà strada tra Colle Isarco e Moncucco.
Tutti gli edifici versano in stato di abbandono. A seguito della chiusura della linea, le traversine dei vecchi binari sono state reimpiegate per consolidare i muraglioni che proteggono il lato "a monte" dell'ex sedime.